# Fritz Liphardt
Fritz Liphardt, född 3 maj 1905 i Stettin, Kejsardömet Tyskland, död 18 maj 1947 i Szczecin, Polen, var en tysk promoverad jurist och SS-Obersturmbannführer.

## Biografi
Liphardt promoverades till juris doktor i början av 1930-talet och inträdde i NSDAP år 1933. År 1938 blev han chef för Gestapo i Aachen och senare samma år innehade han motsvarande post i Frankfurt an der Oder.
Efter andra världskrigets utbrott 1939 var han chef för Einsatzkommando 2 inom Einsatzgruppe III, en mobil insatsgrupp som följde 8. Armee. I Polen hade Einsatzgruppen i uppgift att mörda den polska intelligentian och de polska judarna. Från november 1939 till oktober 1943 var Liphardt kommendör för Sicherheitspolizei (Sipo) och Sicherheitsdienst (SD) i distriktet Radom i Generalguvernementet. Under återstoden av andra världskriget var Liphardt Gestapo-chef i Stettin. 
År 1945 greps Liphardt av brittiska trupper och utlämnades senare till Polen. Han begick självmord i häktet.